# Torgeir Brandtzæg
Torgeir Brandtzæg   (Steinkjer, 6 d'octubre de 1941) és un saltador d'esquí noruec, ja retirat, que destacà durant la dècada del 1960.
El 1964 va prendre part en els Jocs Olímpics d'Hivern d'Innsbruck, on disputà dues proves del programa de salt amb esquís. En ambdues, el salt curt i el salt llarg individual va guanyar la medalla de bronze.
En el seu palmarès també destaca la victòria final al Torneig dels Quatre Trampolins de la temporada 1964-1965, edició on aconseguí la victòria als trampolins d'Oberstdorf i d'Innsbruck. També va guanyar els títols nacionals de salt de 1963 a 1965. El 1965, mentre competia a Finlàndia, es va trencar la cama i es va veure obligat a retirar-se.